# Bojna Čavoglave
Bojna Čavoglave prva je i jedna od najpoznatijih pjesama pjevača Marka Perkovića Thompsona te jedna od najpoznatijih hrvatskih budnica Domovinskoga rata. Snimljena u zamahu velikosrpske agresije na Hrvatsku 1991., odigrala je ulogu u  podizanju morala hrvatskih branitelja i svih Hrvata izloženih oružanoj agresiji.
Thompson u stihovima opisuje spremnost na obranu svoje domovinu (Hrvatsku) i rodnoga sela Čavoglava od četničkih napada.
Pjesma je izdana u vrijeme kada su hrvatske snage, još uvijek nedovoljno obučene i organizirane, trpile poraze u sukobu s tehnički nadmoćnim neprijateljem te joj se često pripisuje podizanje morala u kritičnom trenutku sukoba.
Tijekom Domovinskog rata bila je jako slušana, podigavši Thompsonovu popularnost, koji je nakon nje nastavio pjevati domoljubne pjesme, koje su postale njegovim zaštitnim znakom. Pjesma je ostala popularna i po svršetku Domovinskog rata.
Pjesma je javno praizvedena na Hrvatskom radiju Split, 31. prosinca 1991. godine. Ubrzo je snimljen i video spot koji je prvi put pušten na OTV-u.

## Obrade
Bojna Čavoglave doživjela je dvije obrade. Prva je bila na prvom albumu, Moli mala i označena kao Bojna Čavoglave (Remix). Druga, puno opsežnija nalazi se na albumu Druga strana.
Na Thompsonovu albumu Druga strana nalazi se obrada pjesme Bojna Čavoglave.
- Uvodna pjesma je potpuno izmijenjena.
- U obradi ne pjeva Thompson s vojnicima kao u izvornoj pjesmi, ali posebnom tehnologijom izgleda kao da pjeva s više osoba.
- Kao posebni zvukovi ne koriste se topovi, nego strojnice.[3]

Nastalo je više pjesama po uzoru na Bojnu Čavoglave, s korištenjem sličnog teksta i melodije. Jedna je pjesma Alena Mustafića i Teške Industrije Hej, junaci branitelji, kojom je dizan moral sarajevskih branitelja tijekom opsade Sarajeva. Od poznatijih obrada ima još i Posavske Čavoglave koju izvodi Drale. Također, za vrijeme Ukrajinske krize 2014. godine, nastala je ukrajinska inačica pjesme pod nazivom »Ми найсильніші« (hrv. Mi najjači). Pjesma je poslužila kao nadahnuće i Davoru Dretaru-Dreletu koji je prema njoj napravio parodiju Čavel v glavi.

## Vanjske poveznice
- Bojna Čavoglave na YouTubeu